# Obversione
Nella logica tradizionale, l'obversione è un "tipo di inferenza immediata in cui da una data proposizione si deduce un'altra proposizione il cui soggetto è lo stesso del soggetto originario, il cui predicato è il contraddittorio del predicato originario, e la cui qualità è affermativa se la qualità della proposizione originale era negativa, e viceversa".  La qualità della proposizione categoriale inferita è mutata, mentre il valore di verità è lo stesso della proposizione originale. La proposizione immediatamente inferita è chiamata "obversa" della proposizione originale ed è una forma di inferenza valida per tutti i tipi (A, E, I, O) di proposizioni categoriali.
Una proposizione affermativa universale e in una negativa universale il termine soggetto e il termine predicato sono entrambi sostituiti dalle loro controparti negate:
L'affermativa universale (proposizione "A") è ribaltata in una negativa universale (proposizione "E"): "Ogni S è P" diventa "Nessun S è non-P" (ad esempio: "Tutti i gatti sono animali" che diventa "Nessun gatto è non animale").
Viceversa, la negativa universale (proposizione "E") è ribaltata in una affermativa universale (proposizione "A"): "Nessun S è P" diventa "Ogni S è non-P" (ad esempio: "Nessun gatto è amichevole" che diventa "Tutti i gatti non sono amichevoli").
Nell'affermativa particolare la quantità del termine soggetto rimane invariata, ma il termine predicativo della proposizione inferita nega il complemento del termine predicativo della proposizione originaria. L'affermativa particolare (proposizione "I") è ribaltata in una negativa particolare (proposizione "O"): "Qualche S é P" diventa "qualche S non è non-P" (ad esempio: "Alcuni animali sono creature amichevoli" e "Alcuni animali non sono creature ostili").
Nell'obversione di una negativa particolare in un'affermativa particolare, anche la quantità del soggetto rimane invariata, e il termine predicativo si muta da semplice negazione a termine di classe complementare. La proposizione negativa particolare ("O") è ribaltata in una proposizione affermativa particolare ("I"): "Qualche S non è P" diventa "Qualche S è non-P" (ad esempio: "Alcuni animali non sono creature amichevoli" e "Alcuni animali sono creature ostili").
Si noti che il valore di verità di un'affermazione originale è conservato nella sua forma opposta risultante. Per questo motivo, l'obversione può essere utilizzata per determinare le inferenze immediate di tutte le proposizioni categoriali, indipendentemente dalla qualità o dalla quantità.
Inoltre, l'obversione consente di navigare nel tradizionale quadrato delle opposizioni logiche, fornendo un mezzo per passare dalle proposizioni "A" alle proposizioni "E", nonché dalle proposizioni "I" alle proposizioni "O", e viceversa. Tuttavia, sebbene le proposizioni risultanti dall'obversione siano logicamente equivalenti alle affermazioni originali in termini di valore di verità, non sono semanticamente equivalenti alle loro affermazioni originali nella loro forma standard.

## Prova che il valore di verità dell'affermazione originale è preservato da un'operazione di obversione
Di seguito si dimostrerà che il valore di verità dell'affermazione originale è preservato da un'operazione di obversione. Si considerino tutte le possibili relazioni tra il Soggetto (S) e il predicato (P) rappresentate utilizzando gli insiemi:
- Caso 1: S = P (S e P si sovrappongono perfettamente)
- Caso 2: S è un sottoinsieme di P
- Caso 3: P è un sottoinsieme di S
- Caso 4: S e P sono due insiemi sovrapposti
- Caso 5: S e P sono insiemi disgiunti
- Caso 6: S è l'universo in cui P è un sottoinsieme di S
- Caso 7: P è l'universo in cui S è un sottoinsieme di P

Validità delle affermazioni dopo l’obversione
L'operazione di obversione viene eseguita modificando la qualità dell'enunciato e sostituendo il predicato con il suo complemento.
- 1. Proposizione: "Ogni S è P" (applicabile ai casi 1, 2 e 7)

Obversione: "Nessun S non è P"
Validità: Sì
- 2. Proposizione: "Nessun S è P" (applicabile al caso 5)

Obversione: "Ogni S non è P"
Validità: Sì
- 3. Proposizione: "Qualche S è P" (applicabile ai casi 1, 2, 3, 4, 6 e 7)

Obversione: "Qualche S non è non-P"
Validità: Sì
- 4. Proposizione: "Qualche S non è P" (applicabile ai casi 3, 4, 5 e 6)

Obversione: "Qualche S non è P"
Validità: Sì